# Мугиша, Роджерс
Роджерс Мугиша (англ. Rogers Mugisha; род. 6 июня 2003) — угандийский футболист, вингер клуба «Китара» и национальной сборной Уганды.

## Карьера
Начинал футбольную карьеру в угандийских клубах «Мбарара Сити» и ЮПДФ. В августе 2023 года футболист стал игроком кенийского клуба «Гор Махиа». В январе 2024 года футболист перешёл в датский клуб «Хорсенс», с которым подписал контракт до конца июня 2026 года. Дебютировал за клуб футболист 1 апреля 2024 года в матче против клуба ХБ Кёге, выйдя на замену на 79 минуте.

## Международная карьера
Выступал за юношескую и молодёжную угандийские сборные. В марте 2023 года футболист получил вызов в национальную сборную Уганды. Дебютировал за сборную 13 октября 2023 года в товарищеском матче против сборной Мали, выйдя на поле в стартовом составе.